# 羅拔·哈迪
添密斐·悉尼·羅拔·哈迪CBE，FSA（Timothy Sydney Robert Hardy，1925年10月29日—2017年8月3日），英國演員，於劇場、電影與電視領域有著橫跨半世紀的職業生涯。他在牛津大學就讀期間師承於C·S·路易斯和J·R·R·托爾金等人。他以古典演員的身份展開其職業生涯，後來憑著演出BBC電視劇《萬物生靈》中的齊格弗里德·法農、《哈利波特系列電影》中的魔法部部長康尼留斯·夫子，以及從南部電視台連續劇並以《溫斯頓·丘吉爾：荒野歲月》為開始的多部劇集裡先後七次飾演英國首相溫斯頓·丘吉爾而知名並獲得廣泛認可。他於1980年他憑著《萬物生靈》和1982年的《溫斯頓·丘吉爾：荒野歲月》而獲得英國電視學院獎最佳男主角獎的提名。
除了演出以外，哈迪還是一位公認的中世紀英格蘭長弓專家，他並就此主題寫了兩本書。

## 早年生活
添密斐·悉尼·羅拔·哈迪在1925年生於車特咸，父親亨利·哈里森·哈迪（Henry Harrison Hardy）是告羅士打郡蒂克斯伯里主教克利夫舊農場的員佐勳章（MBE）得獎者；其母親伊迪芙·喬斯林（Edith Jocelyn）是什羅普郡惠特徹奇的教區長悉尼·杜格代爾（Sydney Dugdale）牧師的女兒，來自什羅普郡羅克索爾修道院的一個地主貴族家庭的成員。其父親亨利·哈迪先後是車特咸學院和後來的什魯斯伯里學校的校長，並成為駙馬屬步槍旅的少校。
哈迪曾在拉格比公學和牛津大學莫德林學院接受教育，他因第二次世界大戰期間於英國皇家空軍服役而中斷學業。他接受了飛行員培訓，在德克薩斯州特雷爾的英國飛行訓練學校計劃中接受了部分指導。儘管他在特雷爾飛行訓練休假期間到訪了洛杉磯，然而但後來的演藝生涯從未立足於荷李活。在英國皇家空軍服役後，他返回並獲得了英語榮譽學士學位。在BBC廣播四台的《荒島唱片》中，他形容自己儘管很珍惜在魯益師和J·R·R·托爾金的指導下學習的時光，然而他認為自己獲得的學位「很破爛」。

## 演藝生涯
哈迪以古典演員的身份展開其職業生涯。1959年，他於4月在雅芳河畔史特拉福為泰隆·格思里執導的《終成眷屬》中飾演法國國王，雲尼莎·烈姬芙與戴安娜·烈於當中擔任配角。隨後，他於同一地點演出彼得·賀爾執導的《科利奧蘭納斯》，他以西西尼紐斯（Sicinius）的角色跟羅蘭士·奧利佛演對手戲。在這部作品中，伊恩·荷姆飾演「第三個忠實僕人」，而雲尼莎·烈姬芙飾演瓦萊利雅，而戴安娜·烈則作為「羅馬公民」。亞伯特·芬尼被稱為「第一個羅馬公民」。隨後，哈迪出現在莎士比亞戲劇《亨利五世》的舞台上，並在1960年電視劇《國王時代》中，後來他於1963年BBC的電視劇《雄鷹展翅》中飾演科利奧蘭納斯，並在BBC電視台製作的1980年莎士比亞作品《第十二夜》裡飾演托比·貝爾奇爵士。哈迪於多年來在電視和電影中扮演了一系列的角色。他在電視劇中的首個連續角色是在BBC屢獲殊榮的石油公司劇情片《疑難解決者》，他於1966-1970年間在當中飾演商人亞歷克·斯圖爾特的角色。後來，哈迪憑著於LWT的1969年戰爭劇《追捕》中塑造精神錯亂的國防軍中士而贏得了進一步的讚譽。1975年，哈迪在獲獎的13小時連續劇《愛德華七世》中飾演阿爾伯特親王（美國觀眾稱該劇為《愛德華國王》），他認為這是他其中一個最好的演出：「我認為我在那裡做得很好，儘管我相信王室並不喜歡這一切。總有人不喜歡自己所做的事情。」
哈迪於改編自吉米·哈利的半自傳體書籍的1978-1990長壽劇集《萬物生靈》中，他飾演脾氣暴躁的高級獸醫齊格弗里德·法農（Siegfried Farnon）。哈迪還出現在1986-88年的ITV喜劇系列《熱金屬》，他在當中扮演了雙重角色，分別是報社老闆特維吉·拉思博恩（Twiggy Rathbone，這跟魯珀特·梅鐸有著非常相似的地方）與他的編輯拉塞爾·斯帕姆。哈迪於1993年現身於《莫爾斯探長》的一集《諸神的黃昏》裡扮演安德魯·貝登（Andrew Baydon）一角。他於1994年在BBC製作的《米德爾馬契》中扮演亞瑟·布魯克（Arthur Brooke）。2002年，他在WTTV/WGBH波士頓聯合製作，根據金斯利·艾米斯小說改編的《幸運兒吉姆》中扮演浮誇古怪的奈迪·韋爾奇教授（Professor Neddy Welch）。該劇最初作為美國PBS傑作系列的一部分播出，該劇由史提芬·湯普金森飾演主角占·迪克森—英國一所省立大學的一名不幸的講師。
哈迪曾多次飾演溫斯頓·丘吉爾及富蘭克林·德拉諾·羅斯福，每一個角色都不止於一次。他最著名的作品是在1981年的《溫斯頓·丘吉爾：荒野歲月》扮演丘吉爾，並因此獲得英國電影和電視藝術學院獎的提名，此外他還於《西塔福德之謎》、《西塔福德之謎》及《戰爭與回憶》中飾演丘吉爾。2010年8月20日，哈迪於紀念丘吉爾演講70週年的儀式上讀到了丘吉爾著名的戰時演講《從來沒有這麼多人欠這麼少人這麼多》。他在BBC連續劇《伯蒂與伊麗莎白》中扮演羅斯福，並在關於夏爾·戴高樂一生的法國電視迷你劇《查理曼》。他還在《伊麗莎白R》中飾演萊斯特伯爵羅伯特·達德利，並在1995年《理智與感情》的電影版中飾演約翰·米德爾頓爵士。
哈迪的大銀幕角色包括《瑪麗·雪萊的科學怪人》中的克雷姆佩教授（Professor Krempe），以及於《哈利波特系列電影》中的魔法部部長康尼留斯·夫子。
哈迪在1960年代《兒童故事紡紗機》的黑膠唱片中聲演羅賓漢，它被認為是最好的羅賓漢演出之一。他的聲音也是《三劍客（The Three Musketeers）》中聲演達太安，以及在《蕭邦的故事（The Story of Chopin）》中聲演弗雷德里克·蕭邦。

## 個人生活
哈迪的第一段婚姻是跟爵士萊昂內爾·霍士的女兒—伊利沙伯·霍士（Elizabeth Fox）於1952年結婚，兩人育有一個兒子，保羅·哈迪（Paul Hardy）。這段婚姻於1956年結束。
哈迪後來跟男爵奈威·彼爾遜與格拉迪斯·庫珀女爵士的女兒—莎莉·彼爾遜（Sally Pearson）於1961年結婚，莎莉也就是演員約翰·巴克馬斯特同母異父的妹妹，以及演員羅拔·莫利的大姨。這段婚姻於1986年結束。哈迪在這段婚姻中另有兩個孩子，當中一個是記者、活動家與心理治療師，兼創立了克什米爾療法（Healing Kashmir）的賈希汀·哈迪。
哈迪是演員李察·波頓的密友，他們在牛津大學時認識。他分享了他們戰時友誼的一些回憶，並在2012年的切爾滕納姆文學節上閱讀了波頓最新出版的日記摘錄。
哈迪於飾演亨利五世期間對中世紀戰爭產生了興趣，並於1963年創作並放映了一部廣受好評以愛靜閣戰役為題的電視紀錄片。他還撰寫了兩本關於長弓的書，名為《長弓：社會和軍事史》和《偉大的戰弓：跟馬修·斯特里克蘭從黑斯廷斯到瑪麗玫瑰號》。他也是負責打撈瑪麗玫瑰號的考古學諮詢專家之一。1988-1990年，哈迪擔任倫敦市鮑耶斯敬拜團的團長。1996年，他被選為倫敦文物學會的會員。
2013年2月，哈迪因摔倒而導致肋骨骨折，因而退出了彼得·摩根的戲劇《觀眾》中飾演溫斯頓·丘吉爾的原定演出。
2017年8月3日，哈迪於丹維爾大廳的退休演員之家去世，享年91歲。

## 作品

### 電視
| 年份                | 劇集                                                                                                | 角色                                                           | 備註                                               |
| ------------------- | --------------------------------------------------------------------------------------------------- | -------------------------------------------------------------- | -------------------------------------------------- |
| 1956                | 大衛·科波菲爾                                                                                       | 大衛·科波菲爾                                                  |                                                    |
| 1960                | 國王時代                                                                                            | 不詳                                                           |                                                    |
| 1963                | 雄鷹展翅                                                                                            | 科利奧蘭納斯（Coriolanus）                                     |                                                    |
| 1966                | 男爵                                                                                                | 不詳                                                           | 集數：邪惡的記憶（A Memory of Evil）               |
| 1966–1970           | 疑難解決者                                                                                          | 亞歷克·斯圖爾特（Alec Stewart）                                |                                                    |
| 1968                | 聖者                                                                                                | 華特·費伯（Walter Faber）                                      | 第6季第4集：絕望的外交官（The Desperate Diplomat） |
| 1969                | 追捕                                                                                                | 阿布韋爾中士格拉兹（Abwehr Sgt. Graz）                         |                                                    |
| 1971                | 伊利沙伯R                                                                                           | 羅伯特·達德利                                                  |                                                    |
| 1971                | 巴切斯特的攤檔                                                                                      | 海恩斯醫生（Dr. Haynes）                                       |                                                    |
| 1972                | 不可思議的羅拔·巴爾迪                                                                               | 羅拔·巴爾迪爵士（Sir Robert Baldick）                          |                                                    |
| 1974                | 集結風暴                                                                                            | 約阿希姆·馮·里賓特洛甫                                         |                                                    |
| 1975                | 愛德華七世                                                                                          | 亞厘畢親王                                                     |                                                    |
| 1975                | 樓上樓下                                                                                            | 不詳                                                           | 第5季第8集：這麼可愛的男人                         |
| 1976                | 公爵街的公爵夫人                                                                                    | 喬治·杜根（George Duggan）                                     | 集數：美德淑女（A Lady of Virtue）                 |
| 1978-1980 1988-1990 | 萬物生靈                                                                                            | 齊格弗里德·法農                                                | 整個劇集裡演出                                     |
| 1980                | 第十二夜                                                                                            | 托比·貝爾奇爵士                                                | 第1.1集：威廉·博西爾（William Beausire）           |
| 1980                | 花衣魔笛手                                                                                          | 不詳                                                           | 科斯格羅夫霍爾電影公司的BAFTA獲獎動畫旁白          |
| 1981                | 溫斯頓·丘吉爾：荒野歲月                                                                             | 溫斯頓·丘吉爾                                                  |                                                    |
| 1984                | 羅賓漢的滑稽冒險                                                                                    | 理查德國王（King Richard）                                     |                                                    |
| 1985                | 珍妮的戰爭                                                                                          | 克萊因（Klein）                                                |                                                    |
| 1986-1988           | 熱金屬                                                                                              | 維吉·拉思博恩（Twiggy Rathbone） 拉塞爾·斯帕姆（Russell Spam） |                                                    |
| 1987                | 洛桑卡修道院                                                                                        | 蒂爾尼將軍（General Tilney）                                   |                                                    |
| 1988                | 戰爭與回憶                                                                                          | 溫斯頓·丘吉爾                                                  |                                                    |
| 1989                | 轟炸機哈里斯                                                                                        | 溫斯頓·丘吉爾                                                  |                                                    |
| 1992                | 福爾摩斯探案                                                                                        | 查爾斯·奧卡斯塔·麥維頓                                         | 集數：勒索者大師（The Master Blackmailer）         |
| 1993                | 莫爾斯探長                                                                                          | 安德魯·貝登（Andrew Baydon）                                   | 集數：諸神的黃昏                                   |
| 1994                | 米德爾馬契                                                                                          | 亞瑟·布魯克先生（Mr. Arthur Brooke）                           |                                                    |
| 1996                | 格列佛遊記                                                                                          | 帕內爾博士（Dr. Parnell）                                      | 電視迷你劇                                         |
| 1997                | 英格蘭、蘇格蘭、威爾士和愛爾蘭的城堡幽靈 （Castle Ghosts of England, Scotland, Wales, and Ireland） | 主持（Host）                                                   |                                                    |
| 1999                | 駭人命案事件簿                                                                                      | 羅拔·卡文迪什（Robert Cavendish）                              | 第2季第3集：亡者十一人（Dead Man's Eleven）        |
| 2000                | 魔幻王朝                                                                                            | 格里斯沃爾德校長（Chancellor Griswold）                        |                                                    |
| 2001                | 失落的世界                                                                                          | 伊林沃斯教授（Professor Illingworth）                          |                                                    |
| 2001                | 戰地神探                                                                                            | 不詳                                                           | 集數：德國女人（The German Woman）                 |
| 2002                | 福克蘭群島的戲劇                                                                                    | 安東尼·帕森斯（英國駐聯合國大使）                              |                                                    |
| 2003                | 幸運兒阿占                                                                                          | 奈迪·韋爾奇教授（Professor Neddy Welch）                       |                                                    |
| 2003                | 軍情五處                                                                                            | 英格蘭銀行行長（Governor of the Bank of England）              |                                                    |
| 2004                | 製造風波                                                                                            | 不詳                                                           |                                                    |
| 2006                | 馬普爾小姐探案                                                                                      | 溫斯頓·丘吉爾                                                  | 第2季第4集：西塔福德之謎（The Sittaford Mystery）  |
| 2008                | 小杜麗                                                                                              | 泰特藤壺（Tite Barnacle）                                      |                                                    |
| 2009                | 瑪格麗特                                                                                            | 威利·懷特勞（Willie Whitelaw）                                 |                                                    |
| 2010                | 路易斯                                                                                              | 梅布利主教（Bishop of Mulberry）                               | 第4季第2集：黑暗事情（Dark Matter）                |
| 2015                | 丘吉爾：拯救英國的100天 （Churchill: 100 Days That Saved Britain）                                  | 溫斯頓·丘吉爾                                                  |                                                    |

### 電影
| 年份 | 電影                          | 角色                                                      | 備註                |
| ---- | ----------------------------- | --------------------------------------------------------- | ------------------- |
| 1958 | 巡弋艦艇                      | 雷德利中尉（Lieutenant Redley）                           |                     |
| 1962 | 事實問題                      | 科林·加德納（Colin Gardiner）                             | 跟烏素拉·吉恩斯合演 |
| 1965 | 柏林諜影                      | 迪克·卡爾頓（Dick Carlton）                               |                     |
| 1967 | 我是如何赢得戰爭              | 英國將軍（British General）                               |                     |
| 1967 | 暴跳如雷                      | 偵探警長布魯克斯（Detective Supt. Brooks）                |                     |
| 1971 | 瑞林頓廣場10號                | 馬爾科姆·莫里斯                                           |                     |
| 1972 | 戰爭與冒險                    | 預科學校校長（Prep School Headmaster）                    |                     |
| 1972 | 心靈的惡魔                    | 佐恩（Zorn）                                              |                     |
| 1973 | 精神狂躁症                    | 總督察赫塞爾廷（Chief Inspector Hesseltine）              |                     |
| 1973 | 無處可逃（Escape to Nowhere） | 軍情五處助理處長（Chief of M.I.5's assistant）            |                     |
| 1973 | 高文爵士與綠騎士              | 貝爾蒂拉克爵士（Sir Bertilak）                            |                     |
| 1973 | 黃狗（Yellow Dog）            | 阿歷山大（Alexander）                                     |                     |
| 1973 | 心蹤罪                        | 愛德華·福斯特（Edward Foster） 安德魯·馬爾（Andrew Marr） |                     |
| 1974 | 一巴掌                        | 羅拔（Robert）                                            |                     |
| 1984 | 射擊派對                      | 鮑勃·利爾本勳爵（Lord Bob Lilburn）                       |                     |
| 1988 | 巴黎之夜                      | 亞當·吉爾維雷（Adam Gillvray）                            |                     |
| 1994 | 瑪莉·雪萊的科學怪人           | 克倫佩教授（Professor Krempe）                            |                     |
| 1995 | 午夜的盛宴                    | 校長（Headmaster）                                        |                     |
| 1995 | 理智與感情                    | 約翰·米德爾頓爵士（Sir John Middleton）                   |                     |
| 1997 | 達洛維夫人                    | 威廉·布拉德肖爵士（Sir William Bradshaw）                 |                     |
| 1998 | 蒂奇伯恩的索賠                | 里弗斯勳爵（Lord Rivers）                                 |                     |
| 1998 | 西伯利亞的理髮師              | 福斯頓（Forsten）                                         |                     |
| 1998 | 理想的丈夫                    | 卡弗沙姆勳爵（Lord Caversham）                            |                     |
| 2002 | 神屁太空人                    | 醫生（Doctor）                                            |                     |
| 2002 | 哈利波特：消失的密室          | 康尼留斯·夫子                                             |                     |
| 2002 | 聚會                          | 主教（The Bishop）                                        |                     |
| 2004 | 哈利波特：阿茲卡班的逃犯      | 康尼留斯·夫子                                             |                     |
| 2004 | 興風作浪（Making Waves）      | 帕里神父（Father Parry）                                  |                     |
| 2005 | 哈利波特：火盃的考驗          | 康尼留斯·夫子                                             |                     |
| 2005 | 靈犬萊西                      | 穆雷法官（Judge Murray）                                  |                     |
| 2007 | 哈利波特：鳳凰會的密令        | 康尼留斯·夫子                                             |                     |
| 2008 | 框架（Framed）                | 教務長（Provost）                                         |                     |
| 2009 | 老友哈利（Old Harry）         | 年長的哈利（Old Harry）                                   |                     |
| 2015 | 約瑟夫的捲軸（Joseph's Reel） | 年長的約瑟夫（Old Joseph）                                | 短片                |
| 2017 | 快照婚禮（Snapshot Wedding）  | 當奴（Donald）                                            | 前期製作中          |
| 2017 | 在福美來（In Familia）        | 艾什頓·倫納德（Ashton Leonard）                           |                     |

## 外部連結
- 羅拔·哈迪在互联网电影资料库（IMDb）上的資料（英文）
- 羅拔·哈迪在时光网上的簡介（简体中文）
- Robert Hardy （页面存档备份，存于）(Aveleyman)